# (19977) 1989 TQ
1989 تي كيو (ويعرف أيضًا باسم (19977) 1989 تي كيو وفق تسمية الكوكب الصغير) (بالإنجليزية: 1989 TQ)‏ هو كويكب ضمن حزام الكويكبات؛ وترتيبه 19977 من حيث الاكتشاف.
اكتُشف هذا الجُرم الفلكي بواسطة Toshimasa Furuta ‏ في 7 أكتوبر 1989.

## وصلات خارجية
- (19977) 1989 TQ في قاعدة بيانات مختبر الدفع النفاث لأجرام النظام الشمسي الصغيرة

- الاكتشاف · مخطط المدار ·  العناصر المدارية · المعلمات المادية

- (19977) 1989 TQ على موقع ويكي سكاي: DSS2, SDSS, GALEX, IRAS, Hydrogen α, X-Ray, Astrophoto, Sky Map, Articles and images